# 디미트리어스 십 주니어
디미트리어스 십 주니어(영어: Demetrius Shipp, Jr., 1988년 11월 20일 ~ )는 미국의 배우이다. 투팍의 전기 영화 《올 아이즈 온 미》(2017)에서 투팍을 연기하였다.

## 출연 작품
- 올 아이즈 온 미